# Metrodan Be’er Scheva
Metrodan Beʾer Scheva (hebräisch מֶטְרוֹדָּן בְּאֵר שֶׁבַע MeṭrōDan Bəʾer Scheva) war der Betreiber des öffentlichen Busverkehrs in der israelischen Stadt Beʾer Scheva in der Wüste Negev.
Die Gesellschaft wurde 2003 gegründet und befand sich in privater Hand. Die Dan-Buskooperative in Tel Aviv war ebenfalls daran beteiligt. Deswegen war „Dan“ ein Teil des Kofferwortes, das den Firmennamen bildet. Die Firma übergab den Betrieb im November 2016 an Dan baDarom (deutsch Dan im Süden), eine vollständige Tochter der Genossenschaft Dan.
Metrodan betrieb 20 städtische Buslinien im Jahr 2006 mit einem Wagenpark von etwa 90 Autobussen. Beʾer Scheva gehört zu den israelischen Städten, in denen der öffentliche Verkehr von großer Bedeutung ist und der rege benutzt wird.
Vor 2003 betrieb eine städtische Gesellschaft den öffentlichen Verkehr, die jedoch wegen finanziellen Schwierigkeiten privatisiert werden musste. Dabei war Beʾer Scheva neben Nazaret und dem Großraum von Tel Aviv (Gusch Dan) die einzige israelische Stadt, die keinen durch die Egged-Kooperative betriebenen öffentlichen Stadtverkehr besaß.

## Buslinien
| Linie | Route                                                                              | Via |
| ----- | ---------------------------------------------------------------------------------- | --- |
| 2     | Beʾer Scheva Stadtzentrum (Merkaz) – Beʾer Scheva Stadtzentrum                     | Altstadt, Nweh Noi, Nachal Beqa (Viertel) Route |
| 3     | Beʾer Scheva Stadtzentrum – Beʾer Scheva Qenjon Avia (Einkaufszentrum)             | Schchunah Alef (d. h. Wohngebiet 1), Schchunah He (d. h. 5), Schchunah Waw Chadaschah (Neues Wohngebiet 6) Route                                   |
| 4     | Beʾer Scheva Altstadt – Beʾer Scheva Ben-Gurion-Universität                        | Beʾer Scheva Stadtzentrum, Schchunah Gimmel (d. h. 3), Ramot Route                                                                                 |
| 5     | Beʾer Scheva Stadtzentrum – Beʾer Scheva Ben-Gurion-Universität                    | Schchunah Gimmel (d. h. 3), Soroka Hospital Route                                                                                                  |
| 6     | Beʾer Scheva Stadtzentrum – Beʾer Scheva Michlelet Kaye                            | Schchunah Beit (d. h. 2), Schchunah Dalet (d. h. 4) Route                                                                                          |
| 7     | Beʾer Scheva Stadtzentrum – Beʾer Scheva Schchunah Dalet                           | Route |
| 8     | Beʾer Scheva Stadtzentrum – Beʾer Scheva Schchunah Dalet (d. h. 4)                 | Route |
| 9     | Beʾer Scheva Stadtzentrum – Beʾer Scheva Qenjon Schaʾul haMelech (Einkaufszentrum) | Schchunah Alef (d. h. 1), Schchunah He (d. h. 5) Route                                                                                             |
| 12    | Beʾer Scheva Stadtzentrum – Beʾer Scheva Schchunah Waw Chadaschah                  | Route |
| 13    | Beʾer Scheva Stadtzentrum – Beʾer Scheva Neʾot Lon                                 | Schchunah Ṭet (d. h. 9) route |
| 14    | Beʾer Scheva Stadtzentrum – Beʾer Scheva Stadtzentrum                              | Israeli Aircraft Industries, „Big“ Center Route |
| 16    | Beʾer Scheva Soroka Hospital – Beʾer Scheva Soroka Hospital                        | Schchunah He (d. h. 5) Route |
| 17    | Beʾer Scheva Stadtzentrum – Beʾer Scheva Stadtzentrum                              | Industriegebiet ʿEmeq Sarah, Industriegebiet Qirjat Jehudit Route                                                                                  |
| 18    | Beʾer Scheva Stadtzentrum – Schchunah Jud-Alef (d. h. 11)                          | Altstadt Route |
| 22    | Beʾer Scheva Stadtzentrum – Beʾer Scheva Nweh Menachem                             | Schchunah Waw Chadaschah Route |
| 23    | Beʾer Scheva Stadtzentrum – Beʾer Scheva Stadtzentrum                              | Schchunah Ṭet (d. h. 9) Route |
| 24    | Beʾer Scheva Stadtzentrum – Ramot Beit (d. h. Ramot 2) Stadtzentrum                | Ramot |
| 26    | Beʾer Scheva Schchunah Jud-Alef (d. h. 11) – Beʾer Scheva Schchunah Jud-Alef       | Nweh Seʾev, Schchunah Ṭet (d. h. 9), Schchunah Waw Chadaschah, Schchunah Dalet (d. h. 4), Israel Aircraft Industries, Schchunah He (d. h. 5) Route |
| 31    | Beʾer Scheva Stadtzentrum – Beʾer Scheva Nweh Seʾev                                | Altstadt Route |
| 32    | Beʾer Scheva Stadtzentrum – Beʾer Scheva Stadtzentrum                              | Industriegebiet Qirjat Jehudit Route |